# Лицензия
Лице́нзия (от лат. liсentia «право») — разрешение на право либо право на выполнение некоторых действий, которое может удостоверяться (подтверждаться) одноимённым документом. На практике лицензиями также сокращённо именуются лицензионные договоры (соглашения), предусматривающие выдачу частноправовых лицензий. Пример: лицензия (разрешение) на строительство.
Лицензи́рование — процесс выдачи лицензии.
Лицензиа́р — сторона лицензионного соглашения, предоставляющая другой стороне — лицензиату — право на использование объекта лицензии (изобретения, технологии, технического опыта и прочих форм промышленной или интеллектуальной собственности).
Лицензиа́т — юридическое лицо или индивидуальный предприниматель, получившие лицензию на осуществление конкретного вида деятельности.
Лицензио́нные усло́вия — условия действительности лицензии.
Лицензиат (во Франции) — право преподавать в колледжах.

## В бизнесе
Отдельные виды деятельности лицензируются, то есть ими разрешено заниматься только после предварительного получения разрешения от властей — лицензии.
В России перечень лицензируемых видов деятельности установлен федеральным законодательством, а именно Федеральным законом от 4 мая 2011 года № 99-ФЗ «О лицензировании отдельных видов деятельности» и законом РФ «О связи». Как правило, законом устанавливаются общие принципы и назначается государственный орган, уполномоченный выдавать лицензии, а порядок выдачи лицензий определяется подзаконными актами. Занятие лицензируемым видом деятельности без лицензии, если это деяние причинило крупный ущерб гражданам, организациям или государству, либо сопряжено с извлечением дохода в крупном размере, — наказывается в уголовном порядке (ст. 171, 180 УК РФ).
Лицензия действует бессрочно (п. 4 ст. 9 ФЗ-99).

## Впатентном праве
Патентной лицензией или лицензионным договором называется договор, содержащий в себе разрешение патентообладателя использовать принадлежащее ему изобретение (полезную модель, промышленный образец) другому лицу. По лицензионному договору патентообладатель (лицензиар) обязуется предоставить право на использование охраняемого изобретения, полезной модели, промышленного образца в объёме, предусмотренном договором, другому лицу (лицензиату), а последний принимает на себя обязанность вносить лицензиару обусловленные договором платежи и (или) осуществлять другие действия, предусмотренные договором.
При исключительной лицензии лицензиату передаётся право на использование изобретения, полезной модели, промышленного образца в пределах, оговорённых договором, с сохранением за лицензиаром права на его использование в части, не передаваемой лицензиату; при неисключительной лицензии лицензиар, предоставляя лицензиату право на использование изобретения, полезной модели или промышленного образца, сохраняет за собой все права, подтверждаемые патентом, в том числе и на предоставление лицензий третьим лицам.
Для предотвращения злоупотребления патентными правами, в частности, неиспользования или недостаточного использования патентообладателем изобретения, ведущего к недостаточному предложению на рынке соответствующих товаров, либо ограничения возможности использования зависимого патента, то есть в случае, когда патентообладатель не может использовать изобретение, на которое он имеет исключительное право, не нарушая при этом прав обладателя другого патента, возможна выдача принудительной лицензии, передающей право на использование изобретения третьим лицам или организациям без согласия правообладателя.
Процедуры и условия выдачи принудительных лицензий регулируются национальными законодательствами, в частности, в Российской Федерации — ст. 1362 ГК РФ.
Принудительное лицензирование также предусмотрено ст. 31 Соглашения ТРИПС, и, в частности, рекомендовано к использованию Всемирной организацией здравоохранения, в рамках выполнения Декларации Доха по защите здоровья населения (Doha declaration on the trips agreement and public health).

## Вавторском праве
В данной области лицензией именуют лицензионный договор (ст. 1235 ГК РФ), то есть договор, по которому обладатель исключительного права предоставляет лицензиату право использования (то есть право копирования, распространения экземпляров, переработку, передачу по проводам и прочие, предусмотренные законом исключительные авторские права) произведения предусмотренными способами в предусмотренных пределах. При этом исключительные права на произведение не отчуждаются, в отличие от «договора об отчуждении исключительного права» (ст. 1234 ГК РФ).
При предоставлении права использования программы для ЭВМ возможен особый порядок заключения лицензионного договора путём совершения конклюдентных действий (например, вскрытие упаковки носителя экземпляра программы), однозначно интерпретируемых как согласие с изложенными условиями обёрточной лицензии. Российское законодательство относит такую лицензию к договору присоединения, описанному в статье 428 ГК РФ.
Лицензии, используемые в свободном программном обеспечении или в программном обеспечении с открытым исходным кодом, являются реакцией сообщества разработчиков на установление копирайта на программное обеспечение и безвозмездно предоставляют определённые права каждому получившему экземпляр.
Экземпляры произведений, созданные правомерно — в соответствии с условиями лицензионного договора или же правообладателем самостоятельно, — называют в просторечии лицензионными. Копии, создание которых повлекло нарушение исключительных авторских прав, называют контрафактными или, в просторечии, пиратскими.

## В российском образовании
Лицензирование учебного заведения — процедура, устанавливающая соответствие условий осуществления образовательного процесса, предлагаемых учебным заведением, условиям, предусмотренным Положением о лицензировании образовательной деятельности, утверждённым Правительством Российской Федерации.
Процедуру лицензирования осуществляет Федеральная служба по надзору в сфере образования и науки и органы исполнительной власти субъектов Российской Федерации.
Например, соблюдение строительных норм и правил, а также санитарных и гигиенических норм, наличие требуемых оборудованных учебных помещений и территорий, выполнение условий обеспечения медицинским обслуживанием работников и обучающихся, наличие учебных планов по заявленным специальностям, установление объёмов учебной нагрузки, оснащённость учебного процесса, укомплектованность профессорско-преподавательского состава.
Положительным результатом данной процедуры является выдача государственной лицензии на право ведения образовательной деятельности. Любое учебное заведение получает право на ведение образовательной деятельности только с момента её получения.
Следует отметить, что лицензия имеет приложение, в котором указывается перечень всех специальностей, по которым учебное заведение имеет право вести образовательную деятельность. Также в приложении к лицензии содержится информация о действующих филиалах головного вуза и их специальностей.
Если в приложении к лицензии головного вуза отсутствует информация о каком-либо филиале или, в частности, — отдельной его специальности, то учебное заведение действует незаконно. При обнаружении подобных нарушений лицензия, имеющаяся у учебного заведения, может быть аннулирована.

## В других областях
Также «лицензией» называют официальные разрешения на другие виды деятельности, например:
- разрешение на охоту на диких зверей и птиц;
- разрешение на ловлю рыбы;
- разрешение на управление транспортным средством («водительская лицензия»);
- разрешение на строительство[6];
- разрешение на хранение или ношение оружия;
- разрешение на создание, обработку, защиту государственной тайны;
- разрешение на работу в том или ином диапазоне радиочастот (см. ГКРЧ).